# الومار
الومار (به لاتین: Alumar) یک منطقهٔ مسکونی در موزامبیک است که در Cabo Delgado Province واقع شده‌است.